# Waldfischbach-Burgalben
Waldfischbach-Burgalben est une municipalité et chef-lieu de la Verbandsgemeinde Waldfischbach-Burgalben, dans l'arrondissement du Palatinat-Sud-Ouest, en Rhénanie-Palatinat, dans l'ouest de l'Allemagne.

## Liens externes

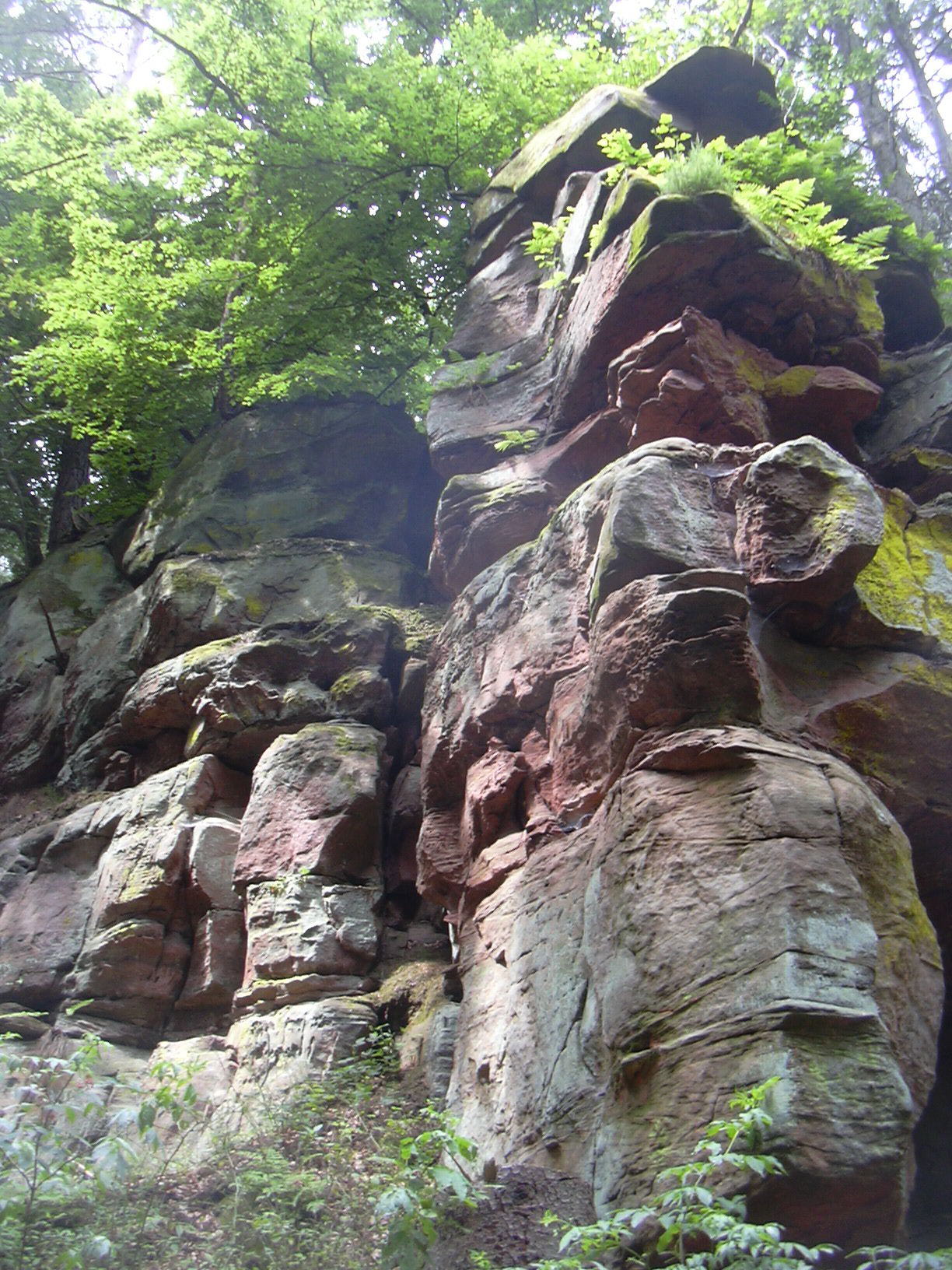
Buntsandsteinfelsen Heidelsburg

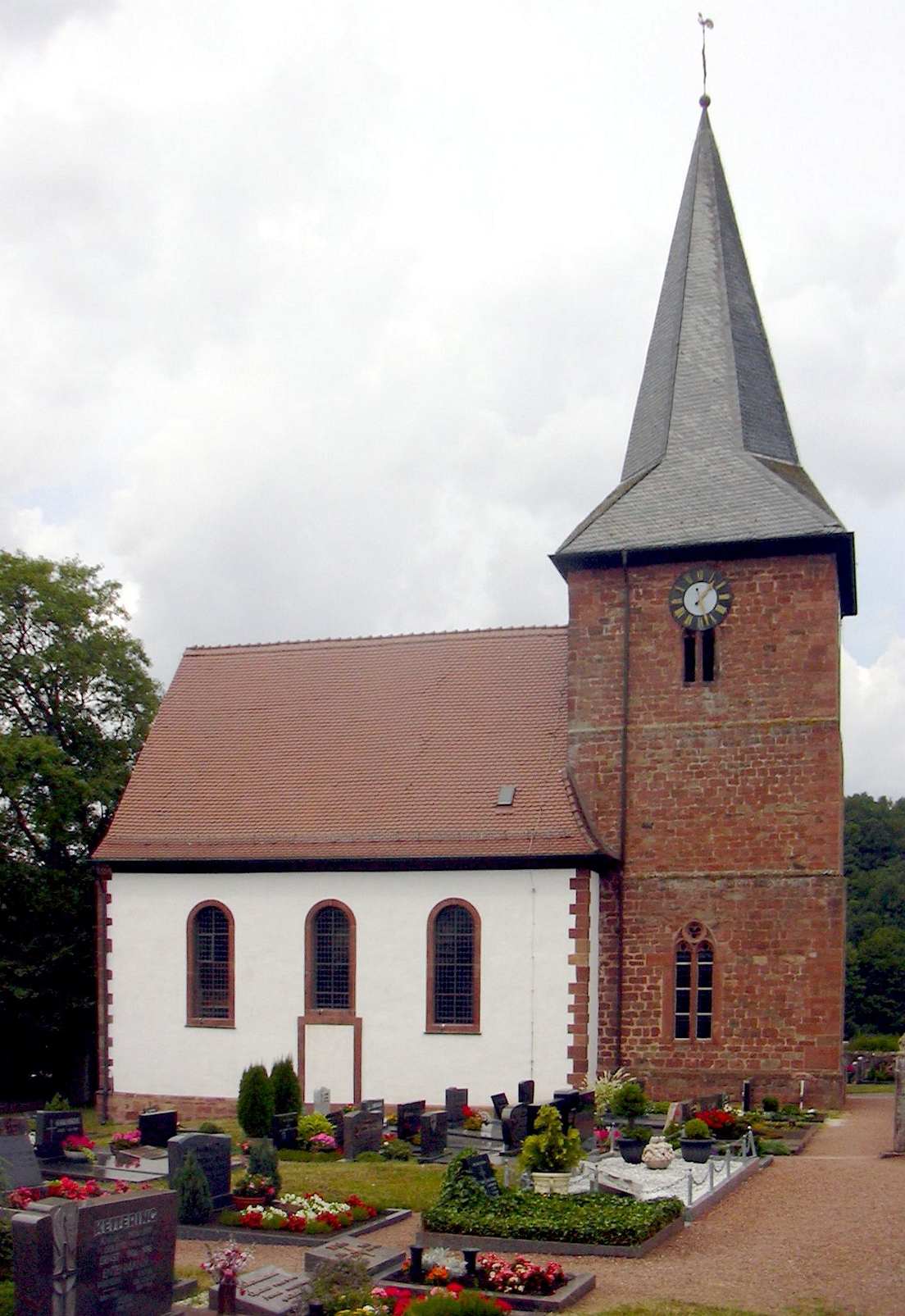
Église évangélique Burgalben

## Attractions
- Forteresse romaine "Heidelberg"